# ای. ای. ایمز
آلبرت آلونزو «داک» ایمز (Albert Alonzo "Doc" Ames) (زادهٔ ۱۸ ژانویه ۱۸۴۲ – درگذشتهٔ ۱۶ نوامبر ۱۹۱۱)، پزشک و سیاستمدار اهل ایالات متحده بود که برای چهار دوره غیر متوالی به عنوان شهردار مینیاپلیس، مینه‌سوتا خدمت کرد. چهارمین دوره خدمت وی به عنوان شهردار با پیگردهای قانونی فساد سیاسی، اخاذی و جرایم سازمان یافته نشانی شد، رسوایی که از سوی روزنامه‌نگار سرگین‌کاو لینکون استیفنس در مقالهٔ ۱۹۰۳ تحت عنوان «شرمساری مینیاپلیس» در مجله مک‌کلور (McClure) افشا گردیده و در سطح کشور تبلیغ گردید. ایمز در نخست به اتهام فساد مجرم شناخته شد، اما پس از فرجام‌خواهی موفقیت‌آمیز و چندین فقدان صلاحیت دادگاه از اتهام‌ها برائت دریافت کرد. با این وجود، اریک روینز این سقوط شهردار ایمز را «یکی از بزرگ‌ترین رسوایی‌های سیاسی در تاریخ مینه‌سوتا» خواند.

## اوایل زندگی و خدمت نظامی
ایمز در ۱۸ ژانویه ۱۸۴۲ در گاردن پراری، ایلینوی زاده شده و والدین وی دکتر آلفرد الیشا ایمز و مارتا ای. ایمز بودند. خانواده ایمز در ۱۸۵۲ میلادی به نزدیکی قلعه اسنلینگ در قلمروی مینه‌سوتا نقل مکان نمود. این منطقه در این زمانی به‌طور گسترده یک منطقه توسعه-نیافته بود (آنها تنها هفتمین خانه روستایی بودند که ادعا می‌شد بخشی از مینه‌سوتا هستند).: 334  ایمز در مدارس عمومی محلی که به‌طور جزئی توسط حکومت فدرال پیش برده می‌شد، آموزش دید. در ۱۸۵۷ میلادی، زمانی ایمز در دوران دبیرستان بود، به عنوان «کارآموز انتشارات» و «روزنامه رسان» در روزنامه نورت‌ویسترن دموکرات (Northwestern Democrat) (یکی از نخستین روزنامه‌ها در مینیاپلیس) استخدام شد. پس از اتمام مدرسه در ۱۸۵۸ میلادی، وی پیشه پزشکی را دنبال کرد. اگرچه ایمز بیشتر تجارب و آموزش خود را از طریق مشاهده و کار با پدرش کسب کرد، اما او در برخی کلاس‌های کالج پزشکی روش در شیکاگو نیز شرکت نموده و مدرک پزشکی M.D. خود را در ۵ فوریه ۱۸۶۲ حاصل کرد.
پس از فارغ‌التحصیل شدن از کالج پزشکی و کسب مدرک M.D.، ایمز به مینیاپلیس بازگشت و تصمیم داشت تا پیشه پزشکی خود را آغاز نماید. اما، با آغاز جنگ داخلی آمریکا و شعله‌ور شدن تنش‌ها با مردمان داکوتا، ایمز در اوت ۱۸۶۲ به عنوان سرباز پیاده در هنگ پیاده نهم داوطلبان مینه‌سوتا خود را ثبت نام کرد. با گذشت تنها دو هفته، ایمز به هنگ پیاده هفتم داوطلبان مینه‌سوتا منتقل شده و به درجه معاون جراح ترفیع داده شد. در جریان جنگ ۱۸۶۲ داکوتا، وی در هنگ هفتم مینه‌سوتا خدمت می‌کرد و هنگام اعدام و حلقه‌آویز کردن ۳۸ جنگجوی داکوتا در منکیتو در ۲۶ دسامبر ۱۸۶۲، در آنجا حضور داشت.
ایمز پس از آن در چندین نبرد در جنگ داخلی در سمت غرب شرکت نمود. ایمز در ماه ژوئیه ۱۸۶۴ جانشین لوسیوس بی. اسمیت به عنوان جراح هنگ هفتم شد، چون لوسیوس در جریان برد توپل‌لو کشته شده بود. قبل از اینکه وی در ماه اوت ۱۸۶۵ از خدمت مرخص شود، به درجه نظامی جراح ارشد ترفیع نمود.

## حرفه پزشکی
پس از جنگ، ایمز برای مدت کوتاهی به مینه‌سوتا بازگشت تا در حوزه پزشکی همراه با پدرش کار کند. شهرت وی در میان کهنه‌سربازان جنگ داخلی در حدی بود که وی از سوی یک تکت انتخاباتی «سربازان» در ۱۸۶۶ میلادی به عنوان عضو مجلس نمایندگان مینه‌سوتا انتخاب گردید. در ۱۸۶۸ میلادی، وی تصمیم گرفت تا به غرب کالیفرنیا نقل مکان کند. پس از مسکن گزین شدن در آنجا، او وارد کسب‌وکار روزنامه گردیده و سردبیر روزنامه آلتا کالیفرنیا شد. ایمز تا ۱۸۷۴ میلادی در کالیفرنیا ماند تا اینکه به‌خاطر مرگ پدرش به خانه خواسته شد.
ایمز پیشه پزشکی پدر خود را در مینیاپلیس ادامه داده و شهرتی به عنوان شخصیت مهربان و دلسوز به‌دست‌آورد. او به‌خاطر معالجه رایگان فقرا و به‌خاطر پاسخ دادن به تماس تلفن در هر ساعت از روز، شهره بود. او به عنوان کارمند آتش‌نشانی نیز خدمت کرد.
در ۱۸۸۶ میلادی، زمانی که مرگبارترین توفان گردباد در تاریخ مینه‌سوتا شهرهای سنت کلاود و سوک رپیدز را به خاک یکسان کرد، «دکتر ایمز» در این صحنه حاضر شد تا مجروحین این رویداد را معالجه نماید. این کار موجب شد تا او در سطح کشور مشهور شود.

## خیزش سیاسی
ایمز در حزب دموکرات شهر به‌طور فعال شرکت کرد. او از ۱۸۷۵–۱۸۷۶ در شورای شهری مینیاپلیس خدمت نموده و در ۱۸۷۸ میلادی به عنوان مسئول بهداشت این شهر انتخاب گردید. او برای سه دوره در سال‌های ۱۸۷۶، ۱۸۸۲ و ۱۸۸۶ میلادی به عنوان شهردار مینیاپلیس انتخاب گردید. از دوره نخست وی به عنوان «یک موفقیت میانه» یادآوری می‌شد، اما دوره‌های دوم و سوم وی موجب بروز اتهامات فساد گردید.
ایمز در تلاش‌های خود در این سمت بلند حکومتی موفق نبود. در جریان این دوره، حزب جمهوری‌خواه به‌طور سنگینی در مینه‌سوتا حضور پیدا کردند و ایمز با مشکلات متعددی از سوی بیشتر مأمورین دولتی مقابل بود. در ۱۸۷۷ میلادی وی به عنوان معاون فرماندار نامزد شد، اما موفقیتی در پی نداشت. در ۱۸۸۶ میلادی، او برای کسب پُست فرماندار وارد کارزار انتخاباتی شد، اما با تفاوت اندک از اندرو ریان مک‌گیل شکست خورد. این حاشیه اندک در پیروزی انتخابات موجب بروز این مناقشه شد که برنده واقعی انتخاب چه کسی است و در نتیجه به‌طور قانونی در مقابل این انتخابات اعتراض شد تا اینکه ایمز تصمیم گرفت که این کار ارزش وقت که صرف می‌شود را ندارد. وی همچنین بدون اینکه موفقیتی در پی داشته باشد، در انتخابات پارلمانی برای راه یافتن به مجلس نمایندگان ایالات متحده نیز شرکت نموده بود و حتی باری قرار بود وی به عنوان نامزد معاون رئیس‌جمهوری انتخاب گردد.
ایمز در ساخت خانه‌ای برای کهنه‌سربازان در مینیاپلیس نقش اساسی داشت. در نخست، او این ایده را در کنوانسیون ایالتی دموکرات‌ها در ۱۸۸۶ میلادی مطرح کرد. با وصف واگذار کردن انتخابات، اداره ایالتی جمهوری‌خواه پیشنهادهای وی را پذیرفت و اجازه داد تا خانه کهنه‌سربازان مینه‌سوتا ساخته شود. ایمز بعدها در آنجا به عنوان پزشک خدمت کرد.
پس از شکست در انتخابات یک هیئت تفریح گاه در ۱۸۸۸ میلادی، ایمز برای یک سفر طولانی به اروپا رفت. پس از بازگشت به خانه، ایمز مصاحبهٔ ضد-ایرلندی و ضد-کاتولیک داد، چیزی که جمعیت بزرگ ایرلندی آمریکایی مینه‌سوتا را خشمگین نموده و دشمنان دایمی زیادی برای ایمز حاصل کرد. زمانی که در مورد «نظرش دربارهٔ ایرلند» پرسیده شد، ایمز پاسخ داد، «خوب، آنها تغییر کرده‌اند. زمانی که من ترک کردم، به‌طور پیش‌داورانه طرفدار حاکمیت داخلی ایرلند بودم، اما حالا فکر نمی‌کنم مردم ایرلند خود قابلیت حکومت کردن را داشته باشند… من فرصت زیادی برای مطالعه پرسش ایرلندی داشتم و از یک چیز مطمئن هستم، اینکه ایرلند زیر سلطه روحانیون است… آنها با خرافه پرستی و جهالت خم شده‌اند و این امر هر جا که روحانیون باشد، وجود دارد. قدرت روحانیون در ایرلند نمی‌خواهد تا مردم تحصیل کنند».
پس از اینکه نظریات ایمز منتج به توفان آتشین از نکوهش‌های خشونت‌آمیز از سوی آمریکایی‌های ایرلندی‌تبار گردید که قبلاً از وی حمایت می‌کردند، ادعا شد که این پزشک خوش مشرب پنج تهدید به مرگ از طریق نامه‌های دریافت کرد که در آن سرنوشت همانند دکتر پاتریک هنری کرونین به وی ایمز وعده داده شده بود. نامه‌ها منتشر شد و در پاسخ، راجر ویل که مدیر روزنامه آیریش استاندارد مقیم-مینیاپلیس بود، به نمایندگی از سازمان جمهوری‌خواه ایرلندی، کلان نا گیل، اتهاماتی را به ایمز وارد کرد. دکتر در واکنش به آن، ویل را به یکی از دشمنان عمری خود تبدیل نمود، چیزی که باعث شد روزنامه آیریش استاندارد با چاپ مجدد سرمقاله‌های منتقدین ایمز در میان رسانه‌های مینه‌سوتا، استدلال نماید که این نامه تقریباً به‌طور کامل توسط «ایمز و کمپانی» تولید گردیده بودند.